# Аспарухово (Варненская область)
Аспарухово (болг. Аспарухово) — село в Болгарии. Находится в Варненской области, входит в общину Дылгопол. Население составляет 639 человек.

## Политическая ситуация
В местном кметстве Аспарухово, в состав которого входит Аспарухово, должность кмета (старосты) исполняет Иван Петков Христов (коалиция в составе 2 партий: Движение за социальный гуманизм (ДСХ) и Политическое движение социал-демократов) по результатам выборов.
Кмет (мэр) общины Дылгопол — Светлё Христов Якимов (Движение за права и свободы (ДПС)) по результатам выборов.